# Макар Дубрава
«Макар Дубрава» (первоначальное название — «Простые люди») — пьеса 1948 года в трёх действиях, четырёх картинах украинского советского драматурга Александра Евдокимовича Корнейчука.

## Действующие лица
- Макар Иванович Дубрава, потомственный шахтёр
- Оксана Андреевна, его жена
- Ольга, их дочь
- Артём, их сын
- Павел Кругляк, муж Ольги
- Кондрат Тополя
- Анна, его дочь
- Гаврила Братченко
- Трофим Голубев
- Галя Иванчук
- Марфа Степовая
- Хмара
- Орлов
- Зинченко
- Мария Семерка
- Филипп Семененко
- Стеша
- Смереха

## Сюжет
Пьеса рассказывает о нелёгком шахтерском труде, о Макаре Дубраве, о его семье и друзьях. Главный герой уже в возрасте, уважаемый всеми член общества. От него уже не стоит ждать трудовых подвигов. Некогда Макар уезжал с родной земли, служил моряком, после вернулся назад, так как не мог жить вне Донбасса. Теперь у него подросла дочь, молодая и бойкая девушка.
Теперь, когда минула Отечественная война, на Донбассе идёт борьба не столько за звание лучшей шахты, сколько за престиж Донбасса в целом, чтобы не было отстающих шахт, каждая должна ставиться в пример. При этом добиваясь больших результатов, власти не обращали внимания на нужды людей. Ведь мало добыть больше породы, сама порода должна быть качественной. И мало выжимать соки из людей, всякий человек должен цениться на вес гораздо больший, нежели способна принести вся шахта. Просто необходимо научиться понимать, иначе смысл достижения рекордов обесценивается. Шахты дают хороший результат, зато сколько людей при этом погибло или травмировалось? Местные власти не делают почти ничего, чтобы беречь шахтёров. И этому не должно находиться места в советском государстве.
А. Корнейчук ставит проблему перед первыми лицами страны, обращать внимание не только на сухие цифры, за которыми будто бы кроется успех, но и на сам фактор труда, так как без человеческого ресурса смысл достижения обесценивается.
Первая постановка состоялась 1 мая 1948 года в Театре им. Вахтангова (перевод автора, режиссёр И. Рапопорт, художник — Рындин).
Пьеса ставилась во многих театрах СССР, была поставлена в 1948 году в киевском Театре им. И. Франко; Запорожском театре им. Щорса, Львовском Театре им. Заньковецкой, Одесском театре им. Октябрьской революции; в 1949 году — в Театре им. Шевченко (реж. Крушельницкий), Днепропетровском театре им. Шевченко (реж. Сумароков); в 1950 году — во Владивостокском театре (реж. Ипатов), в Иркутском театре, Русском театре в Сыктывкаре (реж. Дьяконов), Мукачевском русском и Томском театрах; в 1951 году — в Тбилисском театре им. Грибоедова; в 1952 году пьесу ставили минский Театр имени Янки Купалы (реж. Мозалевская), Северо-Осетинский театр (реж. Бритаев), новосибирский театр Красный факел (реж. Бейбутов), Кумыкский театр и многие др.
За рубежом пьесу ставили: Пражский реалистический театр (1949), Софийский народный театр (1949), Решицкий театр и театр Валя Жилуй, Румыния (1950), Среднесловацкий театр (1951), Пекинский народный художественный театр (1956) и др.